# Stefano Alessandroni
Stefano Alessandroni (Rimini, 22 giugno 1972) è un attore e doppiatore italiano.

## Teatro
- Solitudini, regia di Ivano Marescotti (1996)
- Iliade di Omero, regia di Marco Bellocchio (1998)
- Amleto di William Shakespeare, regia di Antonio Calenda, con Kim Rossi Stuart (1999)
- Orestea di Eschilo, regia di Antonio Calenda (2001)
- Otello di William Shakespeare, regia di Antonio Calenda, con Michele Placido (2002)
- I Persiani di Eschilo, regia di Antonio Calenda (2003)
- Sogno di una notte di mezza estate di William Shakespeare, regia di Antonio Calenda (2004)
- Re Lear di William Shakespeare, regia di Antonio Calenda (2005)
- Lo specchio del diavolo di Giorgio Ruffolo, regia di Luca Ronconi (2006)
- Troilo e Cressida di William Shakespeare, regia di Luca Ronconi (2006)
- Giulio Cesare di William Shakespeare, regia di D. Salvo e Gigi Proietti (2007)
- Fahrenheit 451 di Ray Bradbury, regia di Luca Ronconi (2008)

## Filmografia

### Cinema
- Prima di andar via, regia di Filippo Gili (2004)
- Il Risarcimento, regia di Filippo Gili (2006)
- Il papà di Giovanna, regia di Pupi Avati (2008)
- Nel tepore del ballo, regia di Pupi Avati (2009)
- Sulla strada di casa, regia di Emiliano Corapi (2012)

### Televisione
- La Squadra – serie TV (2002)
- Nati ieri – serie TV  (2006)
- Un medico in famiglia – serie TV  (2006)
- Il commissario De Luca – serie TV (2007)
- Carabinieri – serie TV (2007)
- Un passo dal cielo – serie TV (2011)
- Don Matteo – serie TV (2011)
- Sposami – miniserie TV, regia di Umberto Marino (2012)
- 1992 - serie TV (2013)
- È arrivata la felicità - serie TV (2015)
- Io non mi arrendo - miniserie TV, regia di Enzo Monteleone (2015)
- Il paradiso delle signore - serie TV (2017)
- Rocco Schiavone - serie TV (2019)
- Oltre la soglia – serie TV (2019)
- Il silenzio dell’acqua – serie TV (2019)
- Doc - Nelle tue mani - serie TV (2020)
- Il Mostro - serie TV

## Doppiaggio

### Cinema
- John Cena in Bumblebee, Non si scherza col fuoco, Gli amici delle vacanze, Project X-Traction, Gli amici delle vacanze 2
- Greg Grunberg in Star Wars - Il risveglio della Forza, Star Wars - L'ascesa di Skywalker, The Fabelmans
- Krzysztof Czeczot in Amore al quadrato, Amore al quadrato: Ricominciamo, Amore al quadrato: Per sempre
- Domenick Lombardozzi in Blood Ties - La legge del sangue, Armageddon Time - Il tempo dell'apocalisse
- Scott Adkins in Senza tregua 2, Undisputed 4 - Il ritorno di Boyka
- David Cubitt in Stonewall, Shut In
- Denis Ménochet in Assassin's Creed, Maria Maddalena
- Ólafur Darri Ólafsson in Animali fantastici - I crimini di Grindelwald, Murder Mystery
- Steve Agee in The Suicide Squad - Missione suicida, Shazam! Furia degli dei
- Bashir Salahuddin in Top Gun: Maverick, Family Switch
- James Spader in Avengers: Age of Ultron
- Danny Huston in Wonder Woman
- Phil Austin in Attacco al potere - Olympus Has Fallen
- Bobby Cannavale in Danny Collins - La canzone della vita
- Djimon Hounsou in The Vatican Tapes
- Louis C.K. in L'ultima parola - La vera storia di Dalton Trumbo
- Benjamin Bratt in Special Correspondents
- Gary Cole in Attraverso i miei occhi
- Cliff Curtis in True Spirit
- André Holland in Nelle pieghe del tempo
- Rory Kinnear in Broken - Una vita spezzata
- Mark Arnold in Attacco al potere 3 - Angel Has Fallen
- Omari Hardwick in Army of the Dead
- Wayne Duvall in Il processo ai Chicago 7
- David Denman in Greenland
- Claes Bang in L'ultimo Vermeer
- Rich Sommer in Fair Play
- Rob Morgan in Smile
- Sterling K. Brown in Waves - Le onde della vita
- Adam Beach in Joe Dirt 2 - Sfigati si nasce
- Tyler Labine in Super Troopers 2
- Marc Blucas in Cell Block 99 - Nessuno può fermarmi
- Paul Reiser in Zona d'ombra
- Ty Olsson in S.W.A.T. - Sotto assedio
- Dash Mihok in Acque profonde
- Doron Bell in Wifelike
- Mark Rolston in Gangster Land
- Zahn McClarnon in The Silencing - Senza voce
- Aleksej Serebrjakov in Io sono nessuno
- Conleth Hill in Official Secrets - Segreto di stato
- Barry Jay Minoff in Assassin
- Andrew Masset in Un amore senza fine
- Alex Ferns in The Batman
- Youssef Kerkour in House of Gucci
- Carlos Gomez in La verità negata
- Don McManus in Vice - L'uomo nell'ombra
- Jason Douglas in Jack Reacher - Punto di non ritorno
- Sting in Zoolander 2
- Mark Weinhandl in Agent Game
- Tom Hollander in Mission: Impossible - Rogue Nation
- Vernon Davis in Muti - The Ritual Killer
- Chris Mullinax in Mindcage - Mente criminale
- John Murphy in Cani e gatti 3 - Zampe unite
- Ray Fearon in Memory
- Jeff Weidemann in Tropic Thunder
- Christopher Berry in Free State of Jones
- Jamie Michie in Brian e Charles
- Brendan Coyle in Maria regina di Scozia
- Marcus Johnson in Interceptor
- Sean Brosnan in Acts of Violence
- Gilbert Owuor in Mute
- Lior Raz in Operation Finale
- Brian Tyree Henry in La donna alla finestra
- Daniel Spink in Before We Go
- Ted Whittall in Suicide Squad
- Kristofer Hivju in Downhill
- Tito Ortiz in Trauma Center - Caccia al testimone
- Danny McBride in Rock the Kasbah
- David Ajala in Il ribelle - Starred Up
- Grant Campbell in The Hard Way
- Geoff Bell in Kingsman - Secret Service
- Jernard Burks in Una notte da leoni
- Rutheford Cravens in Non è un paese per vecchi
- David Harbour in Awake - Anestesia cosciente
- Cem Yılmaz in The Water Diviner
- Damien Garvey in Shark 3D
- K. Todd Freeman in Il cavaliere oscuro
- Keith Williams Richards in Diamanti grezzi
- Philippe Maymat in Belfagor - Il fantasma del Louvre
- Grégoire Oestermann in Jeanne du Barry - La favorita del re
- Benjamin Biolay in Stella
- Grégory Gadebois in Cut! Zombi contro zombi
- Luis Tosar in Tutto in un giorno
- Javivi Gil in Abracadabra
- Jürgen Tarrach in Maga Martina 2 - Viaggio in India
- Paw Henriksen in A Beautiful Life
- Heiko Pinkowski in La scuola degli animali magici
- Henrik Norlén in The Other Side
- Atle Antonsen in The Trip
- Jörg Moukaddam in Vicky il vichingo
- Denis Mpunga in Marguerite
- Jan Hammenecker in Cub - Piccole prede
- Oleh Voloschchenko in The Stronghold - La roccaforte
- Jacob Lohmann in Ehrengard - L'arte della seduzione
- Vladimir Ilin in Palma, un amore di cane
- Gustavo Miranda in Simon Konianski
- Tzahi Grad in Big Bad Wolves - I lupi cattivi
- Heo Joon-ho in Illang - Uomini e lupi
- Ben Knight in The Fall Guy
- Michael Weaver in Inarrestabile
- Danny Sapani in Operazione vendetta
- Richard Harrington in Havoc
- Tomasz Karolak in Death Before the Wedding
- Zak Brown in F1 - Il film
- RZA in Io sono nessuno 2
- Quantrell Colbert ne Il blindato dell'amore

### Film d'animazione
- Halu-Elu Dolu-Do nell'edizione home video di Godzilla - Il pianeta dei mostri, Godzilla - Minaccia sulla città, Godzilla mangiapianeti
- Rabbia Papà in Inside Out, Inside Out 2
- Earl in Boog & Elliot 3
- Cuoco Rabbit in Fantastic Mr. Fox
- Red "Torque" Redline in Cars 2
- Brock Pearson in Monsters University
- Echo in Planes
- Matsumoto in Capitan Harlock - L'Arcadia della mia giovinezza (ridoppiaggio 2014)
- Orso in Pipì, Pupù e Rosmarina in Il mistero delle note rapite
- Preside in Luis e gli alieni
- Abraracourcix in Asterix e il segreto della pozione magica
- Ultron in Il ritorno degli Avengers
- Doug in Zootropolis
- Shu Izumi in Anche se il mondo finisse domani
- Hawk in Lupin the IIIrd - Ishikawa Goemon getto di sangue
- Capo Scorpione in Il giro del mondo in 80 giorni
- Mishra Ji in Bombay Rose
- Aragosta in Lizzy e Red - Amici per sempre
- Ohfan in The Deer King - Il re dei cervi
- Svendicator in Minions 2 - Come Gru diventa cattivissimo
- George Stacy in Spider-Man: Across the Spider-Verse
- Capitano Re dei Mari in Blu e Flippy - Amici per le pinne
- Gabriel Agreste / Papillon in Miraculous - Le storie di Ladybug e Chat Noir: Il film
- Rocksteady in Tartarughe Ninja - Caos mutante
- James Gordon in Un piccolo Batman per un grande Bat-Natale
- Bruno in Poupelle della Città dei Camini
- Netturbino in Toy Story 3 - La grande fuga

### Serie e film TV
- Greg Grunberg in Hawaii Five-0 (ep. 5x14), The Client List - Clienti speciali, Baby Daddy, Paterno, Law & Order - Unità vittime speciali
- Louis Ferreira in Motive, S.W.A.T., Riverdale
- Demetrius Grosse in Banshee - La città del male, Hawaii Five-0
- Michael Chiklis in American Horror Story: Freak Show, Coyote
- Matt Biedel in Midnight Mass, La caduta della casa degli Usher
- Steve Agee in Cabinet of Curiosities, Peacemaker
- Langley Kirkwood in Dominion, The Catch (ep. 2x04)
- Rob Delaney in L'uomo che cadde sulla Terra, Black Mirror
- Ronald Kukulies in Una famiglia
- Yuen Wah in Faraway Downs
- Kevin Chamberlin in A Christmas Melody
- Raymond Cruz in Il mostro di Cleveland
- Omar Epps in Shooter
- Malcolm-Jamal Warner in The Resident
- Ezel Akay in Interrupted - L'amore incompiuto
- Judd Lormand in SEAL Team
- Bill Camp in La regina degli scacchi
- Eddie Marsan in Il re d'inverno - Artù, dal mito alla leggenda
- Michael Greyeyes in V Wars
- Richard Dormer in Secret Invasion
- Clayton Cardenas in Mayans M.C.
- Roland Møller in Citadel
- John Lynch in I Medici
- Lior Raz in The Crowded Room
- LaMonica Garrett in Lioness
- Javed Khan in A Murder at the End of the World
- Alex Ferns in Chernobyl
- Kevin Carroll in Lasciami entrare
- Jeremy Bobb in The Outsider
- Domenick Lombardozzi in I signori della fuga
- Michael Boatman in The Good Fight
- Robert Christopher Riley in Dynasty
- Jason Chong in Pine Gap
- Cas Anvar in The Expanse
- André Holland in American Horror Story
- Andrew Whipp in The White Princess
- Michael Irby in Taken
- Derek Webster in Mayor of Kingstown
- Christopher Colquhoun in Absentia
- Daniel Stern in Manhattan
- Demetrius Grosse in Game of Silence
- Erik LaRay Harvey in Luke Cage
- Lev Gorn in The Americans
- Anthony Howell ne I Medici
- Paul Reiser ne Il metodo Kominsky
- Michael Gladis in Reckless
- Tony Curran in Defiance
- Cedric Young in Tradimenti
- Antonio Mourelos, Marcial Álvarez, Carlos de Austria in Il segreto
- Joe Caniano in Boardwalk Empire - L'impero del crimine
- Eric Wareheim in Master of None
- Dylan Taylor in Copper
- Alex Lanipekun in Troy - La caduta di Troia
- Joplin Sibtain in Safe
- Marcus Garvey in Un inganno di troppo
- Ned Dennehy in Peaky Blinders (2ª voce)
- Owen Teale in The Rig
- Brendan Coyle in Requiem
- Sean Rigby in Il giovane ispettore Morse
- Paul Bradley in The Burning Girls
- Nicholas Rowe in Una spia tra noi - Un amico leale fedele al nemico
- Danny Sapani in MotherFatherSon
- Stuart McQuarrie in Lip Service
- Charly Hübner in Hausen
- Alexandre Willaume in 1899
- Hendrik Borgmann in Il principe e la fanciulla
- Laurent Bateau in Scomparsa
- Philippe Jeusette in Coyote
- Paco Tous ne La casa di carta (st. 5)
- Casper Crump in Legends of Tomorrow
- Manuel Tallafé in Entrevías
- Odd Gunnar Sørvik in War Sailor: la serie
- Getmore Sithole in Blood & Water
- William MacDonald in The Night Agent
- Heo Sung-tae in Squid Game
- Lee Sung-min ne La giudice
- Michael Dorman in One Piece
- Andrew Whipp in Bodies
- Tom Goodman-Hill in Baby Reindeer
- Danny Johnson in Morte e altri dettagli
- Thibault de Montalembert in The Veil
- Diego Vásquez in Cent'anni di solitudine
- Michael Anthony in The Walking Dead: Dead City

### Serie d'animazione
- Ultron in Avengers Assemble, Marvel Super Hero Adventures, What If...?
- Schwartz in Getter Robot - The Last Day (ridoppiaggio), Getter Robot Arc
- Sovraintendente Chalmers (st. 32+) ne I Simpson
- Trap Jaw in Masters of the Universe: Revelation
- Personaggi vari in Vita da giungla: alla riscossa!
- Jarek Yeager in Star Wars Resistance
- Zeus in Blood of Zeus
- Khyber in Ben 10: Omniverse
- Gabriel Agreste / Papillon / Falena Oscura / Monarch in Miraculous - Le storie di Ladybug e Chat Noir
- Capricorn in Fairy Tail
- Fletch in Chuggington
- Ru Kaiser in Scan2Go
- Conte Blocken in Mazinga Z (ridoppiaggio 2015)
- En in Dorohedoro
- Sandy in Lego Monkie Kid
- Il gladiatore in Super ladri
- Martian Man in Invincible
- Stumpy Stumpson (stagioni 1-2) in Anfibia
- Personaggi vari ne I Griffin
- Boss in Beastars
- Jerd McLean in A tutto reality - Il tour
- Ivan in Thermae Romae Novae
- Mordicchio (stagione 8) in Futurama
- Clint Gray in My Unique Skill Makes Me OP Even at Level 1
- Kensuke Matsui in Onimusha
- Shozan Matsuo in Garouden: The Way of the Lone Wolf
- Erik Lehnsherr/Magneto in X-Men '97
- Acronix e Il Barone di Ferro in LEGO Ninjago
- Bode DeSousa in Iwájú: City of Tomorrow
- Omosauro in Ben 10 (2016)
- Soun Tendo in Ranma ½ (2024)
- Arnold in Devil May Cry (2025)

### Videogiochi
- Personaggi vari in Assassin's Creed: Origins (2017)[1]
- Scuro in Assassin's Creed: Odyssey (2018)[2]
- Die-Hardman in Death Stranding (2019),[3] Death Stranding 2: On the Beach (2025)[4]
- John Price in Call of Duty: Modern Warfare (2019),[5] Call of Duty: Modern Warfare II (2022),[6] Call of Duty: Modern Warfare III (2023)[7]
- Ares in Immortals Fenyx Rising (2020),[8] Immortals Fenyx Rising: Una nuova divinità (2021)[8]
- Jackie Welles in Cyberpunk 2077 (2020)[9]
- Geglash in Diablo II: Resurrected (2021)[10]
- Drax in Marvel's Guardians of the Galaxy (2021)[11]
- Bohai in Horizon Forbidden West (2022)[12]
- Soldato 76 in Overwatch 2 (2022)[13]
- Druido (maschio) in Diablo IV (2023)[14]